# Čirok
Čirok (Sorghum) je zemědělsky významný rod rostlin z čeledi lipnicovité. Je pěstován jako obilovina, například k výrobě mouky, a používá se také jako krmivo a k výrobě předmětů a střech.

## Historie
Čirok byl domestikován v průběhu neolitu na Dálném východě.

## Význam
Hospodářský význam mají zejména různé variety čiroku dvoubarevného (Sorghum bicolor):
- čirok zrnový (Sorghum bicolor var. eusorghum) – varieta čiroku pěstovaná pro zrno (obilky);
- čirok technický (metlový) (Sorghum bicolor var. technicum) – pěstuje se pro latu, ze které se vyrábějí košťata a kartáče, lidově nazývané „rýžové“, zrno se používá ke krmným účelům jako vedlejší produkt;
- čirok cukrový (Sorghum bicolor var. saccharatum) – stébla této variety obsahují šťávu až s osmnácti procenty glukózy;
- čirok súdánský (Sorghum bicolor var. sudanense), tzv. súdánská tráva – vzhledem k bujnému růstu se používá jako pícnina.

## Obsah zrna
Zrna čiroku neobsahují lepek. Hlavními komponenty jsou přibližně: 10 % vody, 8–10 % bílkovin (horší kvality; obsahuje příliš leucinu, čímž může způsobit nedostatek vitamínu B3), 70 % sacharidů, 1–3 % vlákniny, 3–6 % tuků. Dále obsahuje taniny, alkaloid dhurin (nebezpečný při zkrmování) aj.

## Produkce a použití
V roce 2007 světové zemědělství vyprodukovalo 63 375 000 tun čiroku. Mezi největší producenty patřily Spojené státy americké (12,6 mil. tun), Nigérie (9,1), Indie (7,2), Mexiko (6,2) a Súdán (5,8).
V roce 2003 bylo jako potravina zkonzumováno 24,5 mil. tun čiroku; nejvíce v Indii (6,4), Nigérii (5,5) a Súdánu (2,6). Mezi největší konzumenty v přepočtu na hlavu patřily země Burkina Faso (86 kg na hlavu), Súdán (77) a Čad (54).